# Barylambdidae
Barylambdidés
Famille
Les Barylambdidae (barylambdidés en français) constituent une famille fossile de mammifères pantodontes ayant vécu de la fin du Paléocène jusqu'à l'Éocène inférieur (Yprésien), il y a environ entre 61,7 et 50,3 Ma (millions d'années) en Amérique du Nord.

## Classification
La famille des Barylambdidae est décrite en 1939 par le paléontologue américain Bryan Patterson (d) (1909-1979),.

## Description
Comme tous les pantodontes, les barylambdidés étaient des plantigrades à cinq doigts, au corps massif.

## Liste des genres
- † Barylambda Patterson, 1937
- † Haplolambda Patterson, 1939

### Publication originale
- [1939] (en) Bryan Patterson, « New Pantodonta and Dinocerata from the upper Paleocene of Western Colorado », Field Mueum of Natural History Geological Series, vol. 6, no 24,‎ 1939, p. 351-384.